# Coppa Agostoni 1959
La Coppa Agostoni 1959, quattordicesima edizione della corsa, si svolse il 18 ottobre 1959 su un percorso di 205 km. La vittoria fu appannaggio dell'italiano Michele Gismondi, che completò il percorso in 5h14'00", precedendo i connazionali Rino Benedetti e Giuliano Natucci.
Sul traguardo di Lissone 48 ciclisti portarono a termine la competizione. 

## Ordine d'arrivo (Top 10)
| Pos. | Corridore            | Squadra           | Tempo    |
| ---- | -------------------- | ----------------- | -------- |
| 1    | Michele Gismondi     | Tricofilina-Coppi | 5h14'00" |
| 2    | Rino Benedetti       | Ghigi             | s.t.     |
| 3    | Giuliano Natucci     | Legnano           | s.t.     |
| 4    | Walter Almaviva      | Tricofilina-Coppi | s.t.     |
| 5    | Roberto Falaschi     | Ignis-Fréjus      | s.t.     |
| 6    | Federico Galeaz      | Torpado-Clément   | s.t.     |
| 7    | Colombo Cassano      | Tricofilina-Coppi | s.t.     |
| 8    | Marcello Chiti       | EMI-Guerra        | s.t.     |
| 9    | Giuseppe Fallarini   | Ignis-Fréjus      | s.t.     |
| 10   | Waldemaro Bartolozzi | Ignis-Fréjus      | s.t.     |